# Stiftwalze
Die Stiftwalze ist zumeist ein Bauteil von Musikautomaten.

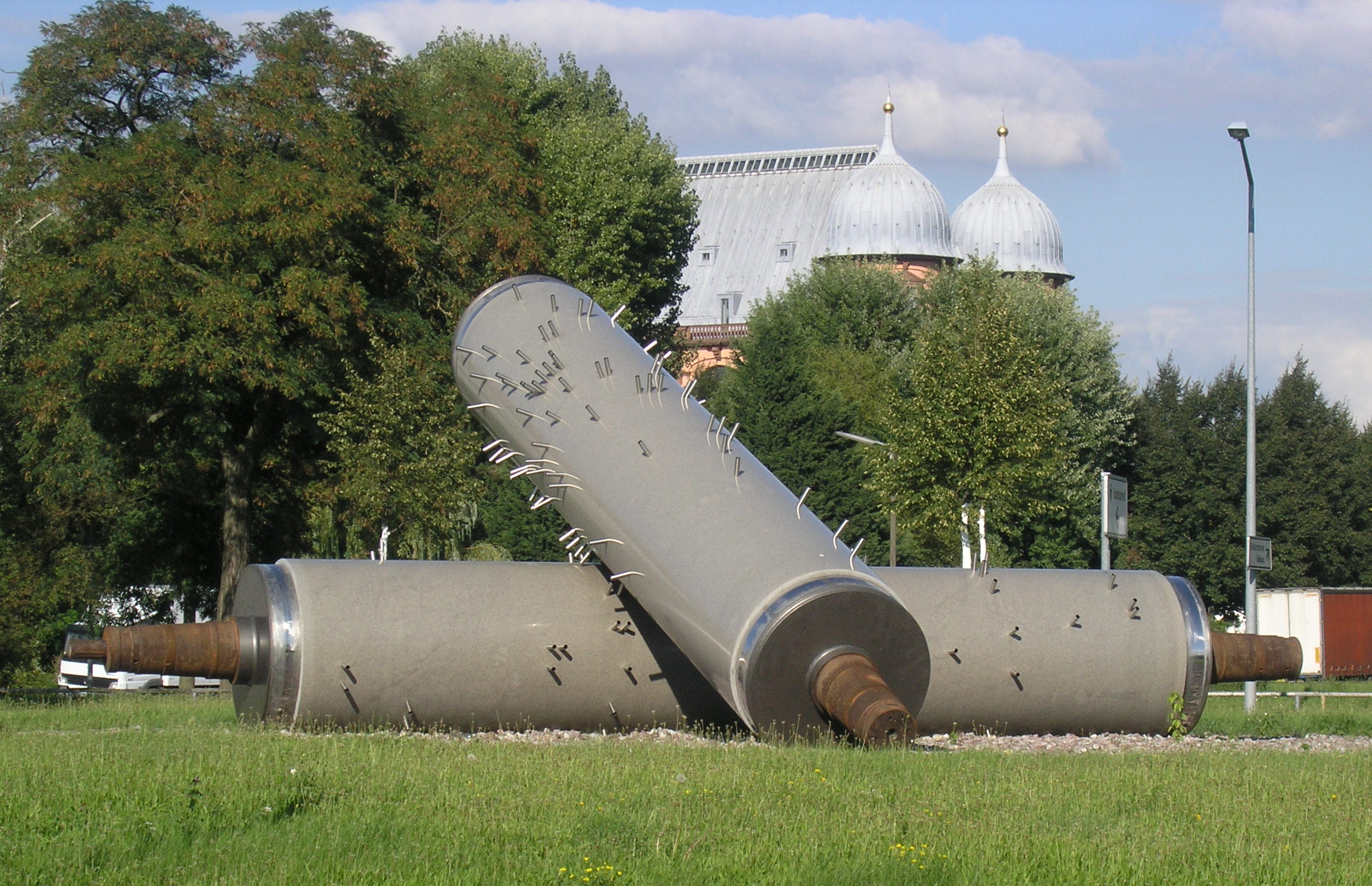
Nachgebildete Stiftwalzen als Kunstwerk

## Musikalische Anwendungen
Angefangen von Spieldosen über Flötenuhren bis hin zu komplexen Musikautomaten werden langsam drehende, mit Stiften versehene Walzen verwendet, um die abzuspielenden Töne im zeitlichen Ablauf festzulegen. Die Stiftwalze stellt somit einen Informationsträger dar, eine Programmrepräsentation. Zugleich kann die Stiftwalze die Kraft- und Energieübertragung zur Tonerzeugung enthalten, wenn z. B. federnde Zungen von Spieluhren durch Stifte angehoben und schlagartig zum Schwingen freigelassen werden.
Der Antrieb von Stiftwalzen kann mit einer Handkurbel geschehen, von Uhrwerken mit Feder oder Gewicht, pneumatisch oder elektrisch.
Alternativen zur Stiftwalze sind Lochkarten, Lochstreifen, elektrische oder elektronische Informationen.

## Technische Anwendungen
Stiftwalzen können auch in technischen Anwendungen eingesetzt werden, beispielsweise als
- Mühlenbauteile zur Hartzerkleinerung von Diamant- und Metall-Erzen
- in Wollkämmereien